# Børnehjælpsdagen 1916
|  | Denne artikel er oprettet af botten Steenthbot ud fra en ekstern database. Den kan derfor have sproglige fejl eller mangler. Denne skabelon kan fjernes efter kontrol af indholdet. |

Børnehjælpsdagen 1916 er en dansk dokumentarisk optagelse fra 1916.

## Handling
Optagelser fra hverdagslivet i København: Trafikken myldrer på Rådhuspladsen, gennem gaderne i indre by og ud og ind af stationsbygning. Børsens hovedindgang. Optagelser af drenge i matrostøj, der spiller musik i optog. Børnene er samlet om mand, som underholder. Børsens hovedindgang igen.